# Dracaena arborea
Espèce
Classification APG III (2009)
Dracaena arborea est un arbre de la famille des Asparagaceae et du genre Dracaena (dragonnier).